# تبیلیسوبا (جشن روز تفلیس)

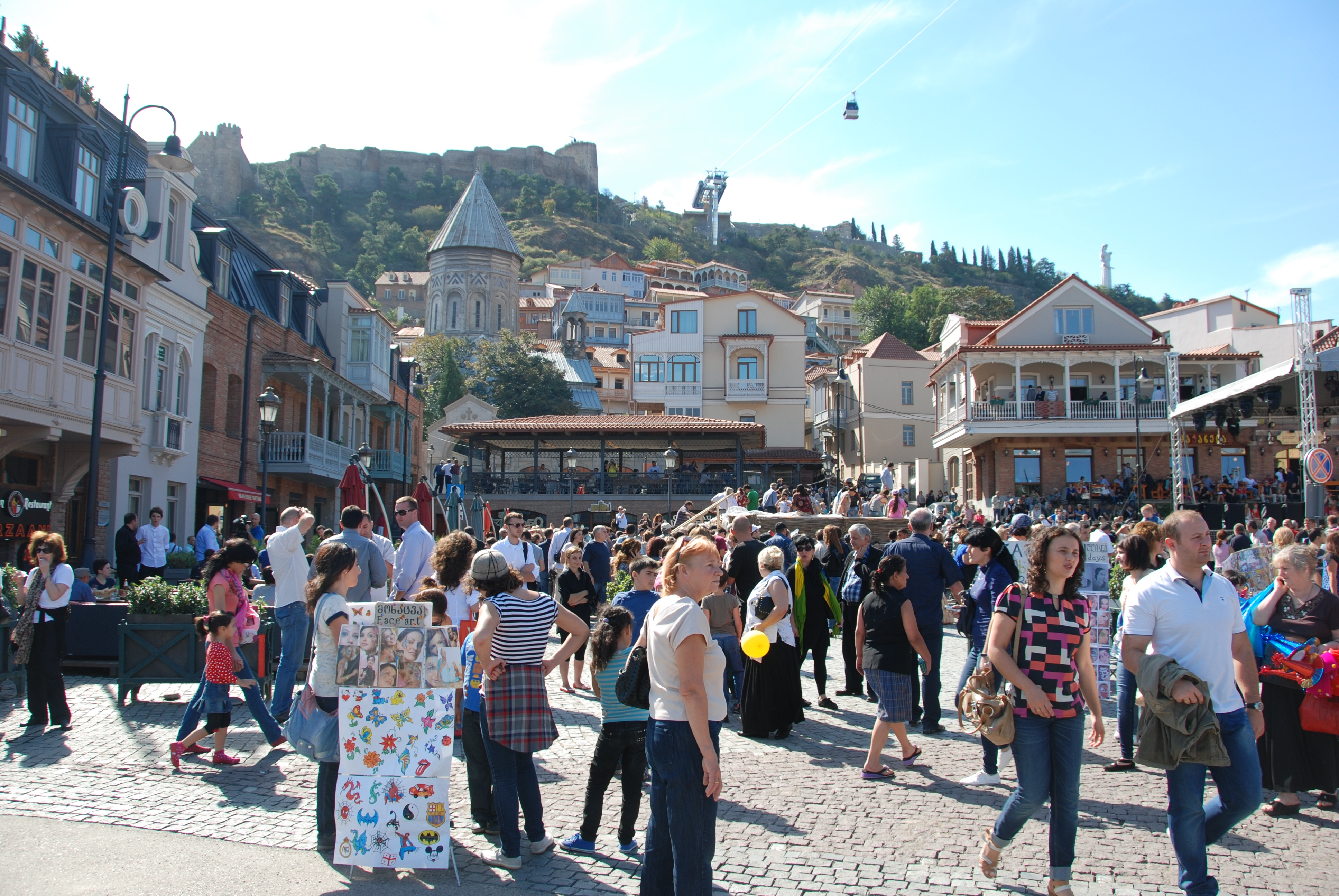
تبلیسوبا در میدان قدیم تفلیس سال ۲۰۱۲

تبلیسوبا (به گرجی: თბილისობა) جشن بزرگداشت تفلیس پایتخت گرجستان است که اکتبر هر سال در این شهر و دیگر شهرهای کشور و همچنین در چندین شهر روسیه و اروپای شرقی که اتباع گرجستان در آنجا زندگی می‌کنند، برگزار می‌شود. این جشن برای اولین بار در ۲۸ اکتبر ۱۹۷۹ برگزار شد که پس از آن به یکی از سنت‌های هرساله و جشنواره‌ای در فضای باز شهر تبدیل شد.

## تاریخچه
این جشنواره در دوران حاکمیت شوروی و شخص ادوارد شوارنادزه پایه‌ریزی شد که هدف از آن بزرگداشت تاریخ ۱۵۰۰ ساله شهر تفلیس با تکیه بر روحیه‌های ملی‌گرایانه بوده‌است. از سال ۱۹۹۵ تصمیم گرفته شده این جشن در اولین تعطیلات هفتگی نیمه دوم اکتبر برگزار شود.

## گالری

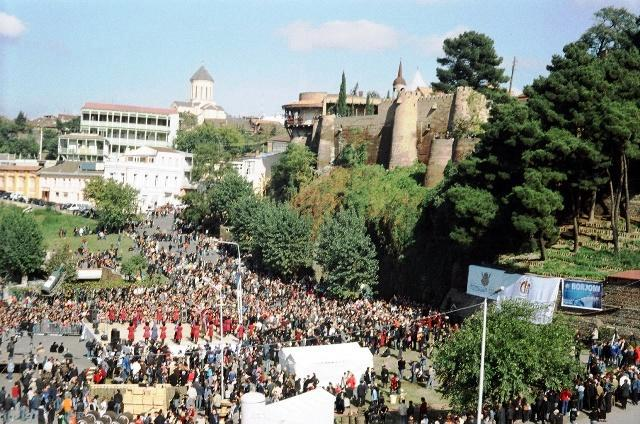
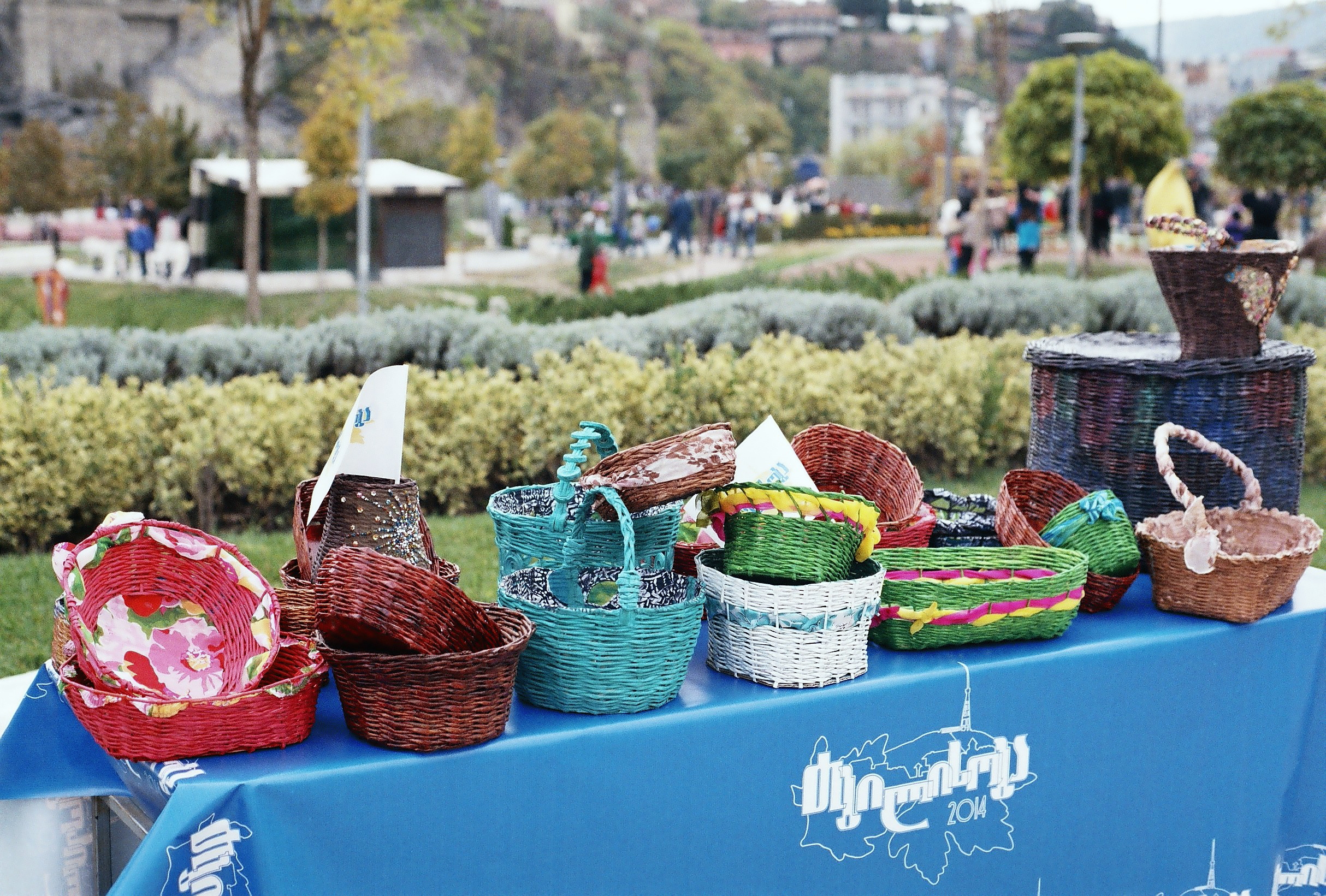
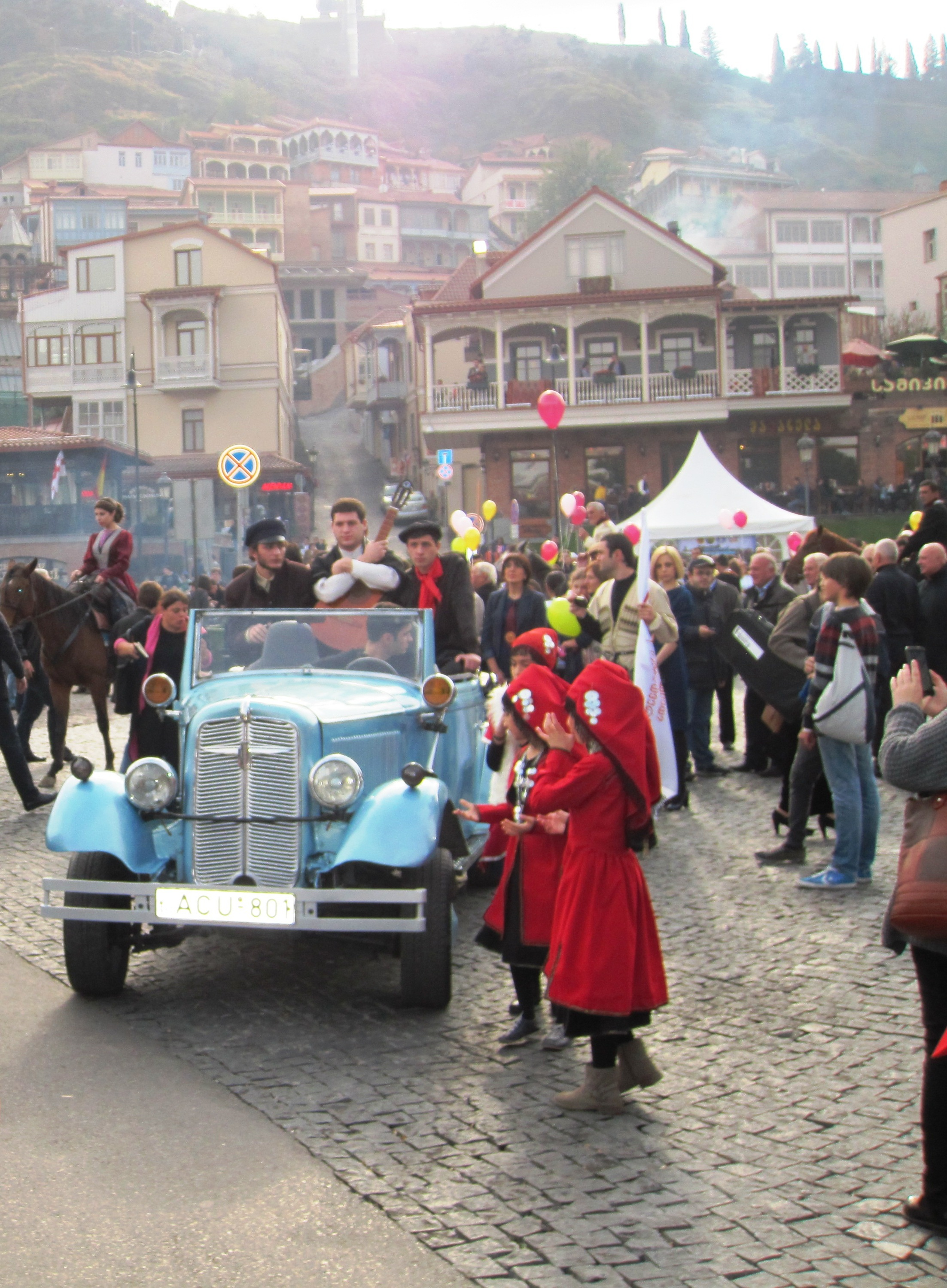
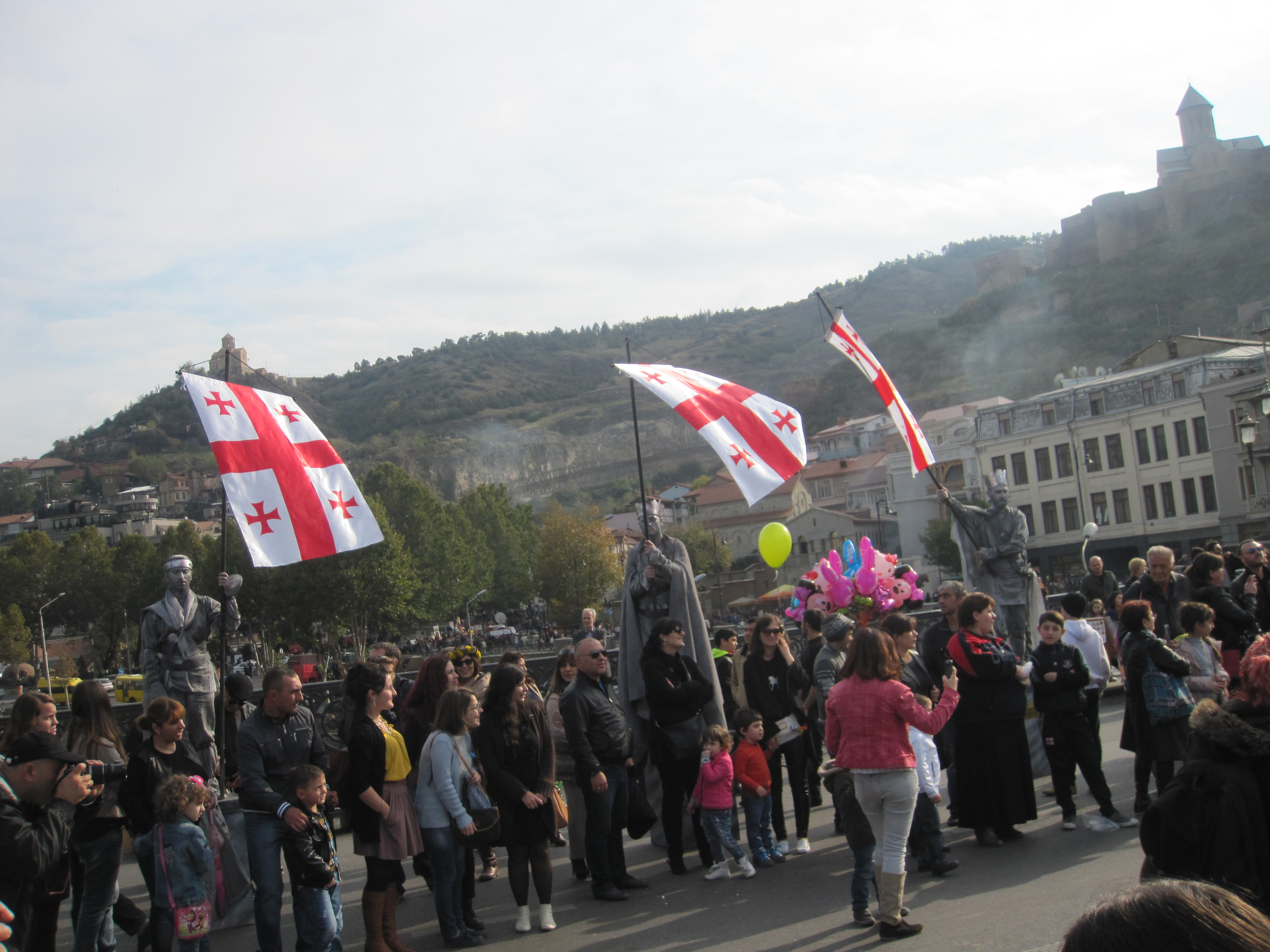
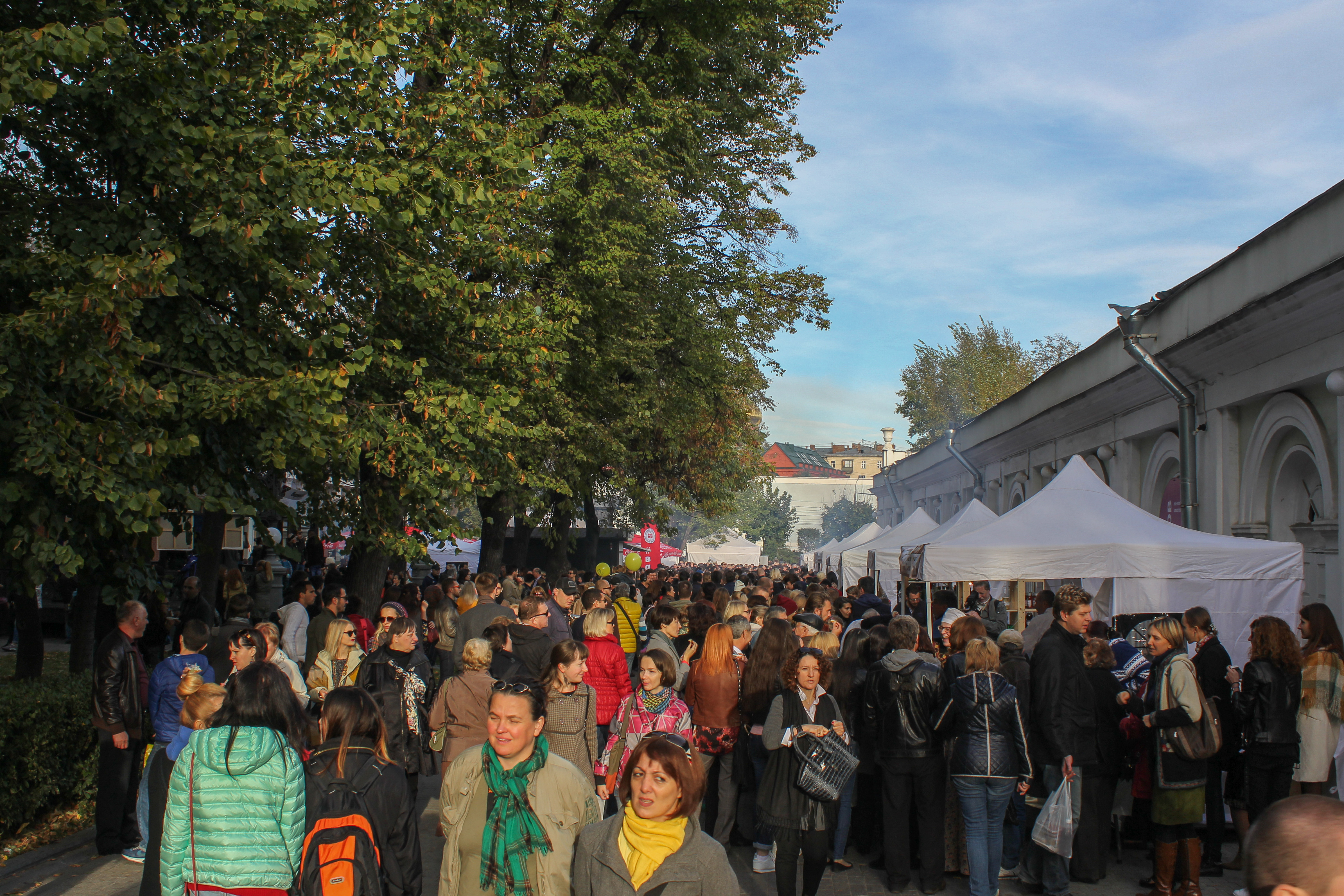
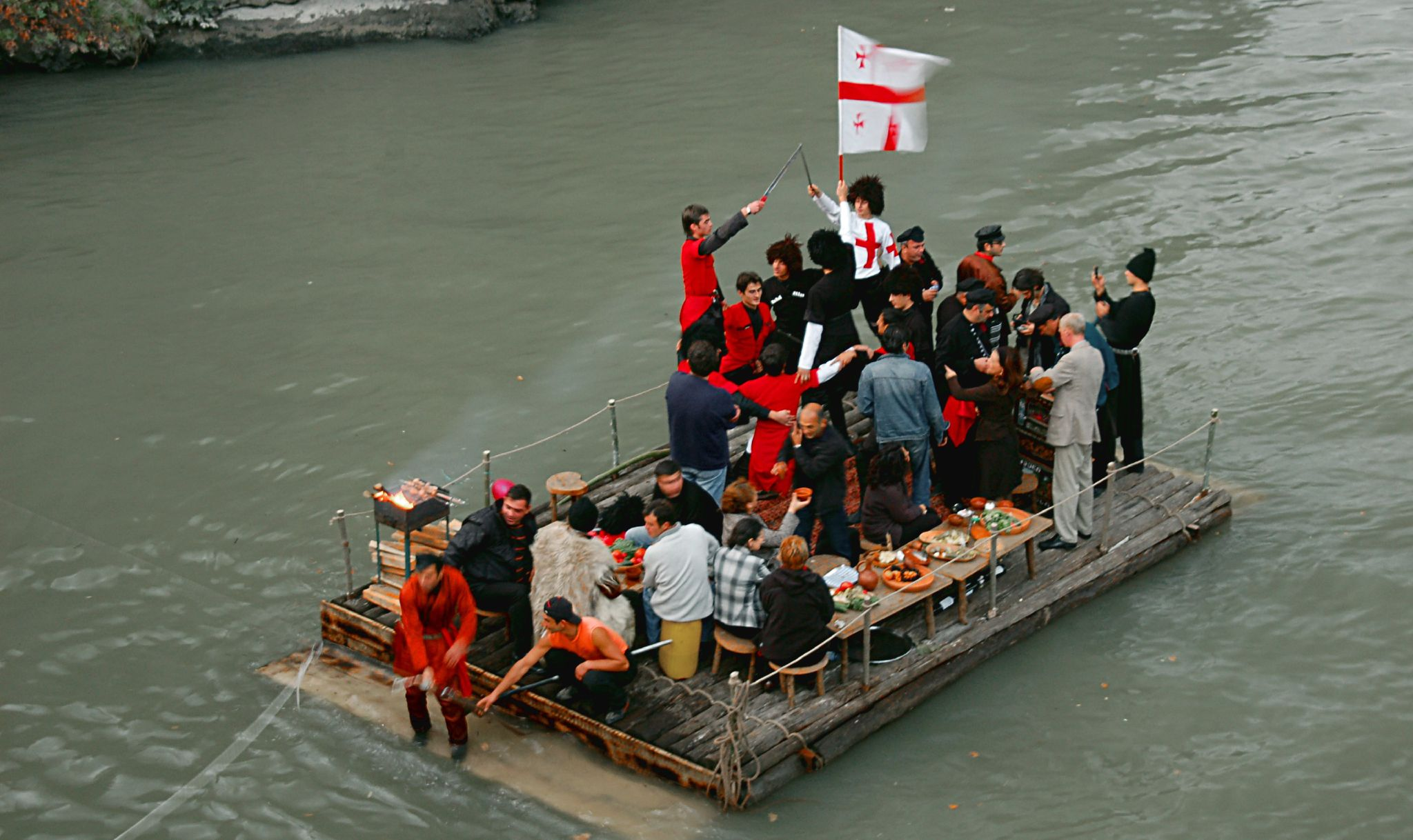
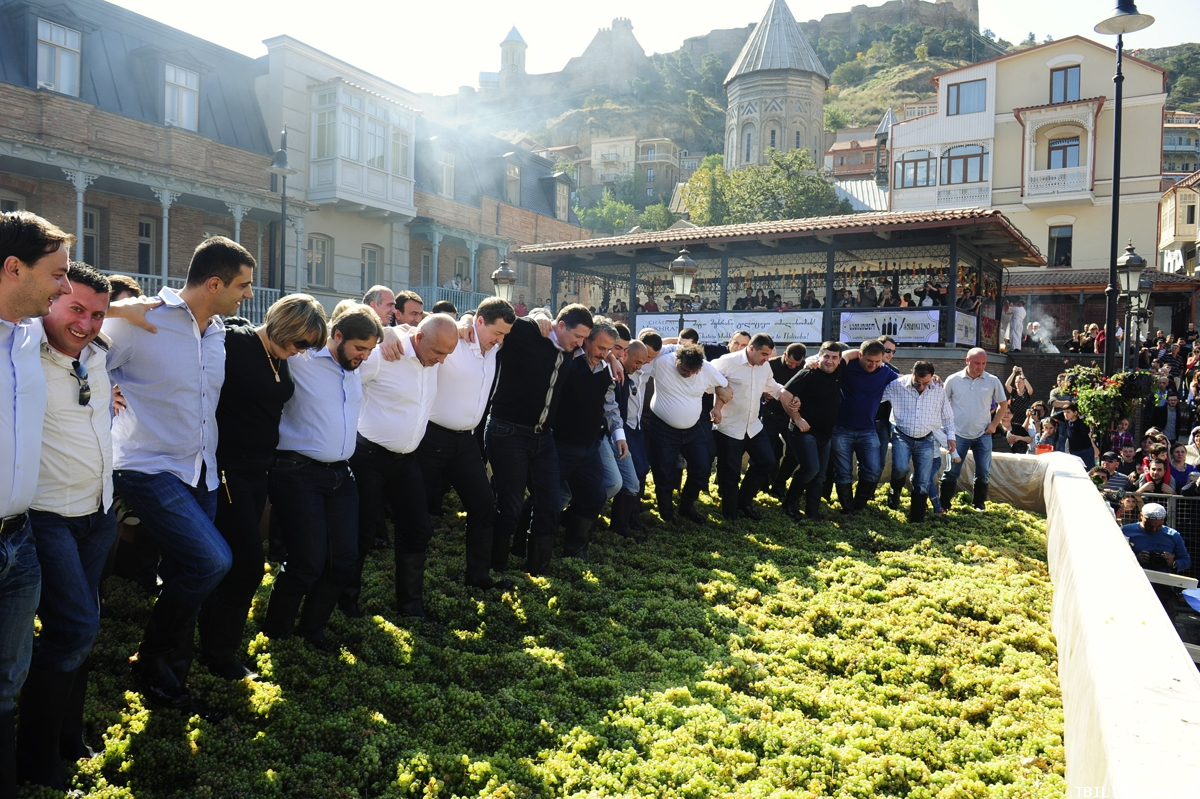